# Landesregierung Platter II
Die Landesregierung Platter II war die bis 28. März 2018 aktive, zweite Tiroler Landesregierung unter Landeshauptmann Günther Platter. Ihre Mitglieder wurden vom Tiroler Landtag am 24. Mai 2013 gewählt. Sie wurde durch die Landesregierung Platter III abgelöst.

## Regierungsbildung
Nach der Landtagswahl in Tirol am 28. April 2013, bei der die ÖVP ihre Mandatsstärke halten konnte und die GRÜNEN ein Mandat hinzugewonnen hatten, führten die Sondierungs- und Koalitionsgespräche zwischen ihnen am 14. Mai 2013 zum Abschluss ihres Koalitionsübereinkommens.

## Regierungsmitglieder
| Amt                                 | Bild | Name                      | Partei | Partei | Zuständigkeitsbereiche |
| ----------------------------------- | ---- | ------------------------- | ------ | ------ | --- |
| Landeshauptmann                     |      | Günther Platter           |        | ÖVP    | Landesfinanzverwaltung, Tourismusangelegenheiten, Wahlen, Bundesstaats- und Verwaltungsreform, Personalangelegenheiten, Südtirolangelegenheiten und Angelegenheiten der Europaregion Tirol, Landesunterstützungsfonds, Schützenwesen, Beteiligungen des Landes an HYPO Tirol und TIWAG |
| 1. Landeshauptmann-Stellvertreter   |      | Josef Geisler             |        | ÖVP    | Land- und Forstwirtschaft, Bau- und Straßenwesen, Wasserrecht und Wasserwirtschaft, Energiewesen, Sicherheitsverwaltung, Feuerwehrwesen, Katastrophenschutz, Zivildienstwesen, Sportangelegenheiten                                                                                    |
| 2. Landeshauptmann-Stellvertreterin |      | Ingrid Felipe             |        | GRÜNE  | Umwelt- und Klimaschutz, Naturschutz und Bergwacht, Abfallwirtschaft, Europäische Verkehrspolitik, Kraftfahrlinien und Verkehrsverbundangelegenheiten |
| Landesrätin                         |      | Christine Baur            |        | GRÜNE  | Soziales und Sozialversicherungswesen, Staatsbürgerschaftswesen, Personenstandswesen, Jugendwohlfahrtswesen, Frauenpolitik |
| Landesrätin                         |      | Beate Palfrader           |        | ÖVP    | Schulwesen und Musikschulen, Jugendschutz, Kunst, Kultur, Denkmalschutz |
| Landesrat                           |      | Bernhard Tilg             |        | ÖVP    | Gesundheitspolitik, Krankenanstaltenwesen, Gesundheits- und Sozialsprengel, Pflegegeld, Heimangelegenheiten, Universitätsangelegenheiten, Fachhochschulen |
| Landesrat                           |      | Johannes Tratter          |        | ÖVP    | Gemeindeangelegenheiten, Arbeitsmarkt- und Arbeitnehmerförderung, Baurecht, Raumordnung, Wohnungs- und Siedlungswesen, Öffentlichkeitsarbeit |
| Landesrätin                         |      | Patrizia Zoller-Frischauf |        | ÖVP    | Gewerbe und Industrie, Wirtschaftsförderungen, Seilbahnangelegenheiten, Vergabewesen, Veranstaltungswesen, Landespolizeigesetz, weitere Beteiligungen des Landes Tirol, Liegenschaftsverwaltung, Datenschutz                                                                           |